# Arimetus conradti
Arimetus conradti es un coleóptero de la familia Chrysomelidae.
Fue descrita científicamente por primera vez en 1903 por Martin Jacoby.